# Odderade
Odderade ist eine Gemeinde im Kreis Dithmarschen in Schleswig-Holstein. Die Orte Quellental und Lehrsbüttel liegen im Gemeindegebiet.

## Geografie
Lage
Odderade liegt an der L 236 zwischen Nordhastedt und Sarzbüttel. Nächstgelegene Stadt ist Meldorf.
Bekannt ist die Gemeinde regional vor allem durch den Riesewohld, das größte Waldgebiet Dithmarschens, das sich relativ nahe am Zustand eines echten Urwaldes befindet.
Nachbargemeinden
Nachbargemeinden sind im Uhrzeigersinn im Norden beginnend die Gemeinden Nordhastedt, Arkebek, Tensbüttel-Röst und Sarzbüttel (alle im Kreis Dithmarschen).

## Geschichte
Am 1. April 1934 wurde die Kirchspielslandgemeinde Südermeldorf-Geest aufgelöst. Alle ihre Dorfschaften, Dorfgemeinden und Bauerschaften wurden zu selbständigen Gemeinden/Landgemeinden, so auch Odderade und Lehrsbüttel.
Am 1. Januar 1966 wurde die damals selbständige Gemeinde Lehrsbüttel in die Gemeinde Odderade eingemeindet.

## Politik

### Gemeindevertretung
Bei der Kommunalwahl am 14. Mai 2023 wurden insgesamt neun Sitze vergeben. Diese fielen alle an die Kommunale Wählervereinigung Odderade. Die Wahlbeteiligung betrug 63,2 %.

## Kultur und Sehenswürdigkeiten

Flagge mit Fünffingerlinde

Wahrzeichen der Gemeinde ist die Fünffingerlinde im Riesewohld. Sie ziert auch eine Flagge, die in der Gemeinde an Stelle einer offiziellen Flagge gehisst wird.

## Wirtschaft und Infrastruktur
Im Gemeindegebiet befindet sich ein Wasserwerk, das nahezu den gesamten Bereich des ehemaligen Kreises Süderdithmarschen mit Trinkwasser versorgt.